# 佩切紐吉
52°3′18″N 33°0′25″E / 52.05500°N 33.00694°E
佩切紐吉（烏克蘭語：Печенюги），是烏克蘭的村落，位於該國北部切爾尼戈夫州，由諾夫哥羅德-謝韋爾斯基區負責管轄，始建於1600年，面積2.65平方公里，海拔高度177米，2001年人口603，人口密度每平方公里227.6人。